# Ранний доступ
Ранний доступ (англ. early access), альфа-доступ (alpha-access) или платная альфа (paid-alpha) — модель финансирования в игровой индустрии, с помощью которой пользователи платят за игру на ранних стадиях создания (пре-альфа, альфа, бета) и получают доступ к предварительной полной версии, а разработчики могут использовать полученные средства для доведения игры до полноценного выпуска. Те, кто платит за ранний доступ, как правило, помогают в отладке игры, дают обратную связь, вносят предложения по улучшению игрового процесса, а в дальнейшем им может быть предоставлен доступ к особенному контенту игры. Ранний доступ более характерен для инди-игр, получающих за счёт него финансирование, и при этом может применяться наряду с другими способами привлечения средств, например, краудфандингом.

## История
Традиционно игровые издатели не показывают сырые версии своих продуктов широкой публике, обеспечивая качество за счёт внутреннего тестирования, участники которого связаны соглашением о неразглашении. Это предотвращает кражу и распространение данных разрабатываемых версий компьютерными пиратами, а также ограничивает количество информации, попадающей к потенциальным конкурентам. Как следствие, издатель финансирует весь цикл производства и одновременно не желает брать на себя риск, связанный с выпуском экспериментального проекта. В некоторых случаях издатели предлагали игрокам другие варианты, такие как выиграть или купить доступ к бета-версии игры. Например, приглашение в бета-версию многопользовательской части Halo 3 было включено в комплект игры Crackdown, что считается причиной её высоких продаж.
Для инди-игр, которые обычно распространяются без издателя, источник финансирования найти сложнее. Множество небольших инди-компаний используют личные средства, в то время как более крупные могут получить инвестиции от других источников. При этом для любых инди-компаний в последнее время доказали свою эффективность площадки краудфандинга вроде Kickstarter. Другой сложностью для независимых разработчиков является поиск тестировщиков, нехватка ресурсов для издания и невозможность получить обратную связь до выпуска.
Концепция раннего доступа помогает смягчить обе проблемы. Ранний доступ к игре обычно предлагается тогда, когда в игру уже можно играть, но в ней реализовано не всё, что запланировано разработчиком, а также могут содержаться программные ошибки. Часто это стадия проходит в альфа- или бета-версии, и до предполагаемого выпуска может оставаться от нескольких месяцев до нескольких лет. Заинтересованные игроки могут купить доступ к игре ещё во время её разработки, и при этом они с воодушевлением играют и занимаются стресс-тестированием. Их отзывы помогают разработчикам отлаживать игру, изменяя её игровой процесс, графику, технические особенности, и это происходит вплоть до финального выпуска. После выхода игры игрок либо получает выпущенную игре, либо дополнительно вознаграждается получением дополнительного контента (например, саундтреки), упоминанием его имени среди разработчиков и др. Игроки помогают финансировать игру до полного её завершения, но при этом они берут на себя риск, что выход не состоится. Ещё одним преимуществом раннего доступа для разработчиков является распространение предварительных мнений об игре. Игроки, как правило, не ограничены соглашением о конфиденциальности и могут свободно публиковать свои рецензии в социальных сетях, устраивать интернет-трансляции игрового процесса, что помогает повысить интерес к продукту.
Один из первых известных примеров модели — Minecraft. Игра была создана в середине 2009 года Маркусом Перссоном и изначально она являлась браузерной игрой, которую он разрабатывал в свободное от основной работы время. Альфа-версия игры завоевала популярность в течение месяца, и Перссон добавил возможность игрокам заплатить 10 евро и получить доступ к игре, и это позволило продолжить разработку. Когда продажи возросли, Перссон уволился с прежней работы и посвятил восемь месяцев созданию Minecraft, а также основал компанию Mojang для того, чтобы расширить команду, работающую над проектом. Ранний доступ можно было получить в течение всего периода разработки, при чём его приобретение предоставляло финальную версию бесплатно. Игра была завершена и выпущена в конце 2011 года. До выхода более 1,8 млн игроков приобрели доступ к альфа- и бета-версии, а суммарная выручка составила более 33 миллионов долларов. После успеха Minecraft идея раннего доступа начала приобретать всё бо́льшую популярность среди независимых разработчиков.

## Поддержка платформами цифровой дистрибуции
Для стимуляции раннего доступа некоторые платформы цифровой дистрибуции предоставляют инструменты продажи и распространения для разработчиков, желающих выложить их игры в ранний доступ. В то время как эти платформы берут небольшой процент от выручки в качестве платы за сервис, они также берут на себя множественные проблемы с оплатой (по кредитным карточкам, сервисам типа PayPal и др.), предоставляют интернет-канал для доставки цифровых копий, выделяют ключи для других платформ дистрибуции и продвигают игру внутри своей платформы. Платформа цифровой дистрибуции Desura запустила возможность выпуска платных альфа-версий в 2011 году для помощи инди-разработчикам в продвижении их игр. Valve Corporation добавили поддержку раннего доступа в сервис Steam в марте 2013 года, что позволило разработчикам пользоваться преимуществами платформы Steam и Steamworks API. Цифровой магазин GOG.com начал программу раннего доступа «игры в разработке» (англ. Games in Development) схожую с аналогичной в Steam в январе 2016. Однако, придерживаясь своей философии, магазин предлагает только игры, свободные от технических средств защиты авторских прав, и тщательно просматривает игры перед продажей. В GOG в дальнейшем была добавлена политика безоговорочного возврата средств в течение 14 дней после покупки, что должно уменьшить риски у потенциальных покупателей. itch.io в мае 2016 года представил собственную программу раннего доступа Refinery, которая позволила разработчикам выбрать одну из многих моделей раннего доступа, включая ограниченную альфу или бету по приглашениям.
Создатели платформы Humble Bundle создали свой Humble Store, который предоставил независимым разработчикам возможность продаж и распространения по модели раннего доступа, а для пользователей Steam предложил возможность получения ключей активации после того, как они приобрели игры в Steam. В то же время сервис предоставил уникальные услуги (продажу пакетов игр), а также дал возможность использования средств цифровой дистрибуции для малых команд разработчиков без необходимости публикации в таких магазинах, как Steam.
Создатели игровых консолей, глядя на успех раннего доступа, также создали аналогичные программы для пользователей консолей. Sony Computer Entertainment заявили в июле 2014 года о том, что они планируют создать программу раннего доступа для независимых разработчиков под PlayStation 4 по аналогии с моделью Steam, и запустили её в сентябре 2015 года вместе с игрой Dungeon Defenders II. Одновременно с этим, в июне 2015 года, Microsoft запустили программу Xbox Game Preview для Xbox One с дальнейшими планами расширить её и на Windows 10; она отличается от других подходов тем, что предоставляет бесплатную демоверсию текущего этапа разработки, чтобы дать игрокам возможность протестировать игру перед покупкой. Этот сервис был запущен с играми The Long Dark и Elite: Dangerous. Google предлагает аналогичную программу раннего доступа в магазине Google Play для устройств на Android, которая была запущена в середине 2016 года.
Хотя бо́льшая часть использующих ранний доступ игр создана независимыми разработчиками, некоторые AAA-разработчики использовали ранний доступ как дополнение к их обычным циклам разработки. Codemasters использовали ранний доступ в Steam для помощи в разработке DiRT Rally; перед принятием решения, стоит ли им дорабатывать нишевую гоночную игру, компания использовала ранний доступ для оценки интереса игроков и получения обратной связи. Спустя примерно год, Codemasters решились завершить игру и выпустили её консольные версии. Ubisoft использовали ранний доступ для помощи в завершении Tom Clancy’s Ghost Recon Phantoms (первоначально названной Ghost Recon Online), после того, как основная работа над ней была завершена; отзывы игроков помогли им отшлифовать игру.

## Лучшие практики
Опыт использования раннего доступа показал, что для него могут быть задействованы ряд практик, улучшающих применение модели:
- Постепенное расширение функциональности: заключается в поэтапном дополнении игры новыми персонажами, возможностями, монстрами, уровнями, способами крафтинга и другими элементами. В этом случае каждое обновление выглядит как небольшое дополнение, и при этом имеет некоторую тематику. Такой подход не только постоянно поддерживает интерес фанатов, но и подогревает потенциальных игроков. Характерным примером здесь является Don't Starve, разработчики которой начали компанию раннего доступа предварительно на Google Chrome Store, что помогло расширить аудиторию. При этом добавление контента в игре было не только постепенным, но при этом выглядело как интеграция с существующим игровым миром — это например появление дождя, портящего еду, или введение уровня здравомыслия персонажа (англ. sanity), влияющего на его поведение.
- Хорошая двусторонняя связь с игроками: обеспечение дополнительных и широких средств для коммуникации с игроками. В это входит не только создание форума и чтение отзывов, но и такие элементы, как возможность игрокам вносить отчёты о возникших проблемах в систему отслеживания ошибок разработчиков, постоянная активность и обновление происходящего, предоставление возможности влияния на решения (голосование для определения над чем дальше работать команде), дополнительная работа по обеспечению прозрачного и структурированного контента для ответов на те или иные вопросы. Характерным примером в данном случае является Subnautica, который примечателен тем, что начало кампании раннего доступа стало для игры провалом, но разработчики, обеспечив прямую коммуникацию с игроками и планомерное добавление обновлений, добились успеха.
- Незаконченная версия не означает, что она неотшлифована: появление игры в раннем доступе не означает, что можно предоставлять игрокам сырую версию. Для традиционной модели разработки характерно отсутствие «полировки» продукта на этапе разработки. В случае использования модели раннего доступа ситуация меняется — важной частью становится обеспечение приятного игрового опыта с первых публикуемых версий. Естественно, невозможно незавершённую игру сделать идеальной, и для раннего доступа игра может быть функционально неполной, но она должна быть играбельной. Пример в этом контексте показала Spiderling Games при разработке Besiege, у которой первая публикуемая версия не выглядела полной, но при этом была отшлифованной вплоть до интерфейса.
- Подслушивание разговоров игроков: анализ обсуждений игроков даже тогда, когда они не говорят о чём-то напрямую. Данная практика относится к более полному управлению ожиданиями игроков, включающая например рассмотрение обсуждений на форумах, в которых пользователи описывают свои достижения. Другим вариантом является публикация игры-песочницы, а далее определение тех целей, которые ставят перед собой игроки. Примером может служить The Long Dark, во время создания которой разработчики подсмотрели то, что игроки в своих обсуждениях считали значимыми успехами, и под данные задачи сформировали систему достижений.
- Коррекция направления разработки после первой публикации: не рекомендуется считать своё мнение о разработке более правильным только потому, что разработчики потратили большое количество времени. С одной стороны, создатели могут как иметь свое понимание того, какой должна быть игра, но с другой может быть применена стратегия, когда публикуется игра в раннем доступе для того, чтобы игроки могли помочь выбрать тот или иной путь развития. Идеи могут быть хорошими, но обратная связь с игроками позволяет как находить способы их совершенствования, так и понимать, какие из них являются нерабочими. Так, во время создания Prison Architect её геймдизайнеры в начале раннего доступа не имели представления о том, куда может пойти разработка, и применение модели позволило не только решить эту проблему, но и завоевать аудиторию. Игроки имели возможность расставлять приоритеты для тех или иных задач, и дополнительно пришло понимание, что идеи должны быть переосмыслены и лучше потратить больше времени на шлифовку игры, что сдвинуло сроки финального выпуска.
- Развитие игры как научно-исследовательского проекта: использование дополнительного финансирования для развития, а не завершения игры или улучшения её продаж. Выход в раннем доступе даёт больше свободы разработчикам, и её лучше использовать для реализации творческих замыслов, нежели для маркетинга. В последнем случае внимание на продажах приводит к появлению несущественных обновлений и к конфликтам между разработчиками и сообществом раннего доступа. В данном контексте себя показала Kerbal Space Program, разработку которой вела компания Squad, не имевшая до этого опыта создания игр, и при этом разработчики сконцентрировались на игре, изучая новые игровые механики, нежели обращали внимание на продажи.
- Ожидание до тех пор, пока не сверкнёт что-то, что можно показать игрокам: с первой версии игра должна обладать чем-то особенным, что привлечёт игроков. Игра должна быть достаточно законченной, чтобы быть играбельной, и при этом показать свой потенциал. Вместе с тем созданные концепты должны быть стабильными и проработанными, чтобы впоследствии не пришлось их «ломать», так как это может отпугнуть тех игроков, которые начали использовать ранний доступ. Создатели Darkest Dungeon предварительно изучили опыт краудфандинговых проектов и поставили перед собой цель предоставления игрокам чего-то особенного, и в вышедшей игре стала известной её система страданий (англ. Affliction System), представляющая собой набор черт персонажей, влияющих на их поведение непредсказуемым образом. При этом последующее обновление Corpse and Hound стало настолько фундаментальным, изменившим многое в игре, что были высказаны обвинения со стороны игроков, а разработчики были вынуждены предоставить им доступ на прежнюю версию (до обновления).

## Мнения и критика
Сайт Gamasutra назвал концепцию раннего доступа (в частности, в том виде, как она реализована в Steam) среди пяти основных трендов 2013 года, определявших направление развития игровой индустрии.
Некоторые эксперты подвергли концепцию критике, например, Бен Кучера (англ. Ben Kurchera) из Polygon заявил, что такая модель финансирования закрепляет продажи незаконченных игр в качестве приемлемой бизнес-стратегии. Несмотря на то, что купившие ранний доступ получают возможность использовать неполную игру, тестировать её и давать разработчикам обратную связь, остаётся риск, что проект никогда не будет доведён до выпуска или финальная версия не достигнет заявленных целей. Исследование, проведённое в рамках программы Steam’s Early Access и охватившее статистику по ноябрь 2014 года показало, что только 25 % проектов, предлагавших ранний доступ, дошли до стадии выхода. Сергей Галёнкин, создатель сайта Steam Spy, оценивающий объёмы продаж игр в Steam, определил, что вопреки расхожему мнению, игры, предоставившие ранний доступ, переживают резкий рост продаж только один раз: в момент открытия раннего доступа. Второго скачка, который многие предсказывают после окончания раннего доступа, не происходит.
Известно несколько громких провалов игр, предлагавших ранний доступ. Постапокалиптический шутер Earth: Year 2066 был размещён в раннем доступе Steam с обещанием большого набора возможностей, но купившие его обнаружили множество программных ошибок, сделавших игру невозможной. Обещания оказались невыполненными, а сама игра использовала готовые решения из коммерческого движка. Многие игроки, включая Джима Стерлинга из онлайн-журнала The Escapist, требовали убрать проект из Steam: студию-разработчика Killing Day Studios обвиняли в недобросовестном использовании раннего доступа, а компании Valve указывали на недостоверное описание игрового процесса. В итоге Valve прекратила ранний доступ к игре и вернула игрокам деньги, заявив, что хотя разработчики имеют право рекламировать проект и устанавливать цены, «Steam требует быть честными при продвижении своих игр».
Другим примером громкого провала является космический симулятор Spacebase DF-9. Команда-разработчик Double Fine планировала в течение раннего доступа реализовывать в игре новые идеи и совершенствовать игровой процесс, однако вскоре решила прекратить работу над проектом, закрыть ранний доступ и выпустить продукт, не внедрив многое из заявленного. Компания исправляла критические ошибки и собиралась внедрить добавление пользовательских модификаций через мастерскую Steam, но сама новый контент для игры не разрабатывала, чем сильно разочаровала многих игроков, ожидавших появления обещанных нововведений. Вскоре после выхода версии 1.0 было уволено двенадцать сотрудников компании, включая программиста и руководителя проекта Жан-Поля Лебретона. Позже на форуме Double Fine было объявлено, что дальнейший выпуск патчей прекращён, а проект остался без команды, что означало отказ от поддержки пользовательских модификаций. Глава компании Тим Шейфер утверждал, что принял такое решение из-за финансовых сложностей. Spacebase DF-9 была экспериментом с ранним доступом, и денег, вырученных с продаж, на весь цикл разработки не хватило, так как на доработку в игре всего, что было запланировано, потребовалось бы несколько лет.
Из-за подобных неудач к 2014 году мнения о раннем доступе стали приобретать негативную окраску. Проекты не гарантировали качества законченного продукта, а в случае с Steam недостаточное участие и тестирование со стороны системы не давало уверенности, что содержание игры будет соответствовать её описанию. В ноябре 2014 года Valve обновила правила программы раннего доступа с учётом высказанных пользователями претензий. Среди прочего были внесены требования, чтобы предоставленный продукт был играбельным на стадии игрового альфа- или бета- версии, чтобы предлагалось ясное представление о свойствах конечного продукта, гарантировалась непрерывная работа над игрой и финансовая стабильность для успешного выпуска. С 2014 года ранний доступ начал возвращать доверие игроков, поскольку разработчики изначально стали ориентироваться на выпуск игры, создавая надёжную основу для проекта, обеспечивающую развлекательную составляющую и техническую стабильность. При этом разработчики начали использовать ранний доступ для постоянного наполнения игры контентом, оценки полученного результата и внедрения идей, высказанных игроками.
Имеются и другие примеры игр, использование раннего доступа которыми оценён положительно. Как правило, это проекты, открытые публике в почти законченном виде, часто и непрерывно обновлявшиеся и имевшие прямую связь разработчиков с игроками. В концепцию хорошо вписались игры жанра roguelike или использовавшие его особенности: в них, благодаря отзывам игроков, разработчики настраивали систему процедурной генерации уровней. В раннем доступе Steam на указанной стадии появлялись игры Invisible, Inc., Nuclear Throne, Armello, Broforce, Prison Architect, Darkest Dungeon, Besiege, Infinifactory, Subnautica, Ark: Survival Evolved и Cryptark.
Обозреватели компьютерных игр приняли за правило не давать окончательную оценку играм в раннем доступе, предлагая вместо этого комментарии о текущем состоянии. Сайт Polygon определил свою позицию так: каждая игра, за которую платятся деньги, должна быть прокомментирована, однако игры в раннем доступе должны оцениваться иначе, чем это делается для официально выпущенного продукта. Сайт Eurogamer, согласно новой редакционной политике, полностью отказался от полноценных обзоров официально не вышедших игр, оставив себе право публиковать только предварительные впечатления от незавершённых игр.

## Другие значения
Термин «ранний доступ» может также использоваться в уничижительном значении, характеризуя игры, выпущенные в продажу сырыми, требующими большого количества исправлений или добавления важных функций. Такой характеристики удостоились, например, проекты No Man’s Sky и Mass Effect: Andromeda.